# Kosárlabda a 2003. évi nyári európai ifjúsági olimpiai fesztiválon
A 2003. évi nyári európai ifjúsági olimpiai fesztiválon a kosárlabda mérkőzéseket Párizsban rendezték. A fesztiválon csak női válogatottaknak rendeztek versenyt.

## Érmesek
| A 2003. évi nyári európai ifjúsági olimpiai fesztivál érmesei női kosárlabdában | A 2003. évi nyári európai ifjúsági olimpiai fesztivál érmesei női kosárlabdában | A 2003. évi nyári európai ifjúsági olimpiai fesztivál érmesei női kosárlabdában | A 2003. évi nyári európai ifjúsági olimpiai fesztivál érmesei női kosárlabdában |
| ------------------------------------------------------------------------------- | ------------------------------------------------------------------------------- | ------------------------------------------------------------------------------- | ------------------------------------------------------------------------------- |
| Arany                                                                           | Ezüst                                                                           | Bronz                                                                           |                                                                                 |
| Szlovákia                                                                       | Csehország                                                                      | Fehéroroszország                                                                |                                                                                 |